# Lubnów (gromada)
Lubnów (do 31 XII 1959 Chałupki) – dawna gromada, czyli najmniejsza jednostka podziału terytorialnego Polskiej Rzeczypospolitej Ludowej w latach 1954–1972.
Gromady, z gromadzkimi radami narodowymi (GRN) jako organami władzy najniższego stopnia na wsi, funkcjonowały od reformy reorganizującej administrację wiejską przeprowadzonej jesienią 1954 do momentu ich zniesienia z dniem 1 stycznia 1973, tym samym wypierając organizację gminną w latach 1954–1972.
Gromadę Lubnów z siedzibą GRN w Lubnowie utworzono 1 stycznia 1960 w powiecie ząbkowickim w woj. wrocławskim w związku z przeniesieniem siedziby GRN gromady Chałupki (zwiększonej tego samego dnia o wieś Niedźwiedź) z Chałupek do Lubnowa i zmianą nazwy jednostki na gromada Lubnów. Dla gromady ustalono 25 członków gromadzkiej rady narodowej.
1 lipca 1968 do gromady Lubnów włączono wieś Doboszowice ze zniesionej gromady Topola w tymże powiecie.
Gromada przetrwała do końca 1972 roku, czyli do kolejnej reformy gminnej. 1 stycznia 1973 w powiecie ząbkowickim reaktywowano istniejącą w latach 1945–1954 gminę Lubnów (zniesioną ponownie 2 lipca 1976).